# 東新町 (豊田市)
東新町（とうしんちょう）は、愛知県豊田市の町名。現行行政地名は東新町1丁目から6丁目。

## 地理
豊田市西部、挙母地区の西部に位置し、東は広久手町・衣ケ原、西は本新町、南は柿本町、北は新町に接する。

## 世帯数と人口
2023年（令和5年）11月1日現在の世帯数と人口は以下の通りである。
| 町丁   | 世帯数  | 人口    |
| ------ | ------- | ------- |
| 東新町 | 980世帯 | 2,046人 |

## 学区
市立小・中学校に通う場合、学区は以下の通りとなる。
| 番・番地等 | 小学校               | 中学校             | 高等学校普通科 |
| ---------- | -------------------- | ------------------ | -------------- |
| 全域       | 豊田市立小清水小学校 | 豊田市立逢妻中学校 | 三河学区       |

## 歴史

### 沿革
- 1959年（昭和34年）1月1日 - 挙母市大字宮口の一部より、豊田市東新町が成立[7]。

## 施設
- 豊田ラッツ
  - バロー東新町店
  - ヤマダデンキテックランド豊田東新店
  - スーパースポーツゼビオ豊田東新店
- ブックオフ豊田柿本店
- ABホテル豊田元町
- 岡谷鋼機豊田支店
- 久修寺

## 交通
- 国道153号（豊田西バイパス）
- 国道155号（豊田南バイパス）

## その他

### 日本郵便
- 郵便番号 : 471-0045[3]（集配局：豊田郵便局[8]）。